# Eschborn-Frankfurt 2022
De 59e editie van de Duitse wielerwedstrijd Eschborn-Frankfurt vond traditioneel plaats op 1 mei, in 2022. Titelverdediger was Jasper Philipsen. Ondanks de vele hoogtemeters die zijn opgenomen in de koers, eindigde de wedstrijd (zoals gebruikelijk) in een sprint. Die werd in deze editie gewonnen door Sam Bennett. De Colombiaan Fernando Gaviria eindigde als tweede. De Noor Alexander Kristoff kwam als derde over de finish. Kristoff won deze wedstrijd in de geschiedenis viermaal. Danny van Poppel was de best gefinishte Nederlander in deze editie, hij kwam als vijfde over de eindstreep.

## Uitslag
| Plaats  | Naam               | Ploeg                    | tijd     |
| ------- | ------------------ | ------------------------ | -------- |
| Winnaar | Sam Bennett        | BORA-hansgrohe           | 4u27'54" |
| 2       | Fernando Gaviria   | UAE Team Emirates        | z.t.     |
| 3       | Alexander Kristoff | Intermarché-Circus-Wanty | z.t.     |
| 4       | Phil Bauhaus       | Bahrain-Victorious       | z.t.     |
| 5       | Danny van Poppel   | BORA-hansgrohe           | z.t.     |
| 6       | Edward Theuns      | Trek-Segafredo           | z.t.     |
| 7       | Arnaud De Lie      | Lotto Soudal             | z.t.     |
| 8       | Simone Consonni    | Cofidis                  | z.t.     |
| 9       | Piet Allegaert     | Cofidis                  | z.t.     |
| 10      | Lorrenzo Manzin    | TotalEnergies            | z.t.     |

Ronde van de Verenigde Arabische Emiraten ·
Omloop Het Nieuwsblad ·
Strade Bianche ·
Parijs-Nice · 
Tirreno-Adriatico · 
Milaan-San Remo ·
Ronde van Catalonië ·
Driedaagse Brugge-De Panne ·
E3 Saxo Bank Classic ·
Gent-Wevelgem ·
Dwars door Vlaanderen ·
Ronde van Vlaanderen ·
Ronde van het Baskenland ·
Amstel Gold Race ·
Parijs-Roubaix ·
Waalse Pijl ·
Luik-Bastenaken-Luik ·
Ronde van Romandië ·
Eschborn-Frankfurt ·
Ronde van Italië ·
Critérium du Dauphiné ·
Ronde van Zwitserland ·
Ronde van Frankrijk ·
Clásica San Sebastián ·
Ronde van Polen ·
BEMER Cyclassics ·
Bretagne Classic ·
Benelux Tour ·
Ronde van Spanje ·
GP van Quebec · 
GP van Montreal · 
Ronde van Lombardije ·
Ronde van Guangxi ·